# 청송 송정고택
청송 송정고택(靑松 松庭古宅)은 대한민국 경상북도 청송군 파천면 송소고택길 15-1에 있는 고택이다. 2015년 5월 18일 경상북도의 문화재자료 제631호로 지정되었다.

## 지정 사유
송정고택은 최근세에 지어진 것이지만 일제강점기 이래 최근까지 향촌사회의 지배층의 생활사를 보여줄 수 있는 역사적 가치가 있다고 판단된다. 또한 건립시기와 건립동기가 분명하고 초창 당시의 모습을 비교적 잘 간직하고 있으며, 중요민속자료로 지정된 인접한 송소고택과 건축평면 및 공간적 유사성이 엿보여 가계의 분파과정에서 보이는 전통건축의 형식적 전이현상을 확인할 수 있는 학술적 가치도 인정된다. 특히 배치의 큰 틀은 조선시대 사대부가의 전형적인 유교적 배치질서 속에 근대기의 시대적인 특징들이 내포되어 있는 등 건축사적 가치가 있으므로, 문화재로 지정하여 보존·관리하는 것이 바람직할 것으로 판단되어 문화재자료로 지정하기로 한다.

## 현지 안내문
이 건물은 1914년에 지어진 송정공 심상광의 살림집이다.
심상광은 조선 후기 만석꾼이었던 송소 심호택의 둘째 아들이자 일제 시대 당시 안동 병산 서원장과 청송 향교 전교 등을 지낸 인물이다.
큰 집인 송소 도택과는 연접해 있으며, 안채, 사랑채, 대문간채가 각각 독립되어 있으나, 이들을 연결하여 전체적으로 ㅁ자 형태를 보여준다.
건물의 바깥쪽에는 큰 대문이 있고, 그 대문을 중심으로 전면에는 넓은 정원이 조성되어 있다. 그리고 안채로 들어가는 곳에 다시 작은 대문이 설치되어 있으며, 안채와 사랑채 사이에 책방과 고방이 연결되어 있다.
이 건물은 조선 후기 상류 사회 전통 가옥의 형태를 보여 주는 것으로 평가받고 있다.

## 같이 보기
- 송소고택 (중요민속문화재 제250호)

## 참고 자료
- 청송 송정고택 - 국가유산청 국가유산포털